# Åbo IFK
Maillots
ÅIFK Turku ou Åbo IFK est un club de football situé à Turku, en Finlande.

## Repères historiques
- 1908 : fondation du club sous le nom de Åbo IFK
- 1966 : 1re participation à une Coupe d'Europe (C2, saison 1966/67)

## Palmarès
- Championnat de Finlande
  - Champion : 1910, 1920 et 1924
  - Vice-champion : 1911, 1913, 1915, 1916 et 1917

- Championnat de Finlande de deuxième division
  - Champion : 1931

- Coupe de Finlande
  - Vainqueur : 1965